# Phoenix Books (University of Chicago Press)
Die Phoenix Books bzw. Phoenix Books in History sind eine von der University of Chicago Press in den Vereinigten Staaten veröffentlichte überwiegend historisch ausgerichtete Buchreihe der University of Chicago. Sie erschien in Chicago, IL & London seit 1956 bis ca. 1968 (einige Bände noch in den 1970ern). Neben überwiegend englischsprachigen Werken enthält sie auch Übersetzungen, Band 22 z. B. ist Rebellion in the Backlands von Euclides da Cunha in der Übersetzung von Samuel Putnam. Die folgende Übersicht erhebt keinen Anspruch auf Aktualität oder Vollständigkeit:

## Bände
- P1. The Renaissance Philosophy of Man – Ernst Cassirer, Paul Oskar Kristeller and John Herman Randall, Jr., eds.
- P2. They Wrote on Clay: The Babylonian Tablets Speak Today – Edward Chiera.
- P3. The Child and the Curriculum, and the School and Society – John Dewey; Leonard Carmichael. 1943; c. 1963.
- P4. The Road to Serfdom – F. A. Hayek.
- P5. Man and the State – Jacques Maritain.
- P6. The Social Psychology of George Herbert Mead – Anselm L. Strauss, ed. 1956.
- P7. The Ghetto – Louis Wirth; Todros Geller. 1958.
- P8. Philosophers Speak for Themselves: From Thales to Plato – Thomas Vernor Smith, ed. 2nd ed. 1960.
- P8. Philosophers Speak for Themselves: From Aristotle to Plotinus – Thomas Vernor Smith, ed.
- P10. The Professional Thief, by a Professional Thief – Edwin H. Sutherland, ed.

- P11. The Culture of Ancient Egypt – John A. Wilson. 1951, 1956.
- P12. The Literature of Ancient Greece – Gilbert Murray. First edition 1897. First Phoenix edition.
- P13. The Day of the Cattlemen – Ernest Staples Osgood.
- P14. Counter-Statement – Kenneth Burke.
- P15. Critics and Criticism (abridged) – R. S. Crane, ed.
- P16. Meaning in History: The Theological Implications of the Philosophy of History – Karl Löwith. 1949.
- P17. Philosophers Speak for Themselves: From Descartes to Locke – T. V. Smith and Marjorie Grene, eds.
- P18. Philosophers Speak for Themselves: Berkeley, Hume, and Kant – T. V. Smith and Marjorie Grene, eds.
- P19. The Protestant Era (abridged) – Paul Tillich. 1957.
- P20. Man the Tool-maker – Kenneth P. Oakley.

- P21. History of the Primates – W. E. Le Gros Clark
- P22. Rebellion in the Backlands – Euclides da Cunha. 1944, 1957. (Os Sertoes, translated by Samuel Putnam)
- P23. Behaviorism – John B. Watson.
- P24. Lay My Burden Down: A Folk History of Slavery – Benjamin Albert Botkin. 1958.
- P25. Sociology of Religion – Joachim Wach.
- P26. Victorian Novelists – David Cecil.
- P27. The Genius of American Politics – Daniel J. Boorstin.
- P28. People of Plenty: Economic Abundance and the American Character – Daniel M. Potter.
- P29. Alfred the Great: The King and His England – Eleanor Shipley Duckett.
- P30. Meaning and Necessity: A Study in Semantics and Modal Logic – Rudolf Carnap.

- P31. Vikings of the Pacific – Peter H. Buck. 1959.
- P32. The People of the Twilight – Diamond Jenness.
- P33. The Odes of Pindar – Richard Lattimore, tr.
- P34. Introduction to Existentialism – Marjorie Grene. 1959.
- P35. The History of Nature – C. F. von Weizsacher [Carl Friedrich Weizsäcker, Freiherr von]. 1949; 1966.
- P36. History of the Persian Empire – A. T. Olmstead. 1969.
- P37. Symbolism and American Literature – Charles Feidelson. 1953. 1959.
- P38. The American Adam. Innocence, Tragedy and Tradition in the Nineteenth Century – R. W. B. Lewis. 1959.
- P39. The Satires and Epistles of Horace: A Modern English Verse Translation – Smith Palmer Bovie, tr. 1959.
- P40. The Crime of Galileo – Giorgio de Santillana.

- P41, P42, P43. Greek Tragedies – Sophocles, Euripides, Aeschylus. Richard Lattimore, tr. 1960.
- P44. Ideas Have Consequences – Richard M Weaver. 1960.
- P45. The Human Animal – Weston La Barre. 1960.
- P46. A Manual for Writers of Term Papers, Theses and Dissertations. Third Edition, Revised. – Kate L. Turabian. 1967.
- P47. The Odes and Epodes of Horace: A Modern English Verse – 1960; 1965.
- P48. Greek Lyrics – Richard Lattimore. 2nd ed. 1960.
- P49. Principles of Intensive Psychotherapy – Frieda Fromm-Reichmann.
- P50. The Meaning of Shakespeare (Vol. I) – Harold C. Goddard.

- P51. The Meaning of Shakespeare (Vol. II) – Harold C. Goddard.
- P52. Structural Linguistics – Zellig S. Harris. 1951.
- P53. The Little Community and Peasant Society and Culture – Robert Redfield.
- P54. T. S. Eliot's Poetry and Plays: A Study in Sources and Meaning – Grover Smith. 1956; 1967.
- P55. The People of the Sierra – Julian Alfred Pitt-Rivers. 1961.
- P56. Emotion and Meaning in Music – Leonard B. Meyer.
- P57. Dandin's Dasha-kumara-charita: The Ten Princes. Translated from the Sanskrit by Arthur W. Ryder.
- P58. Atoms in the Family – Laura Fermi.
- P59. An Introduction to Library Science – Pierce Butler. 1933; 1961.
- P60. Linguistic Change: An Introduction to the Historic Study of Language – E. H. Sturtevant.

- P61. My Native Land: Life in America, 1790–1870 – Warren S. Tryon.
- P62. The Impact of Freudian Psychology – Franz Alexander and Helen Ross, eds.
- P63. The Iliad of Homer – Richard Lattimore, tr. 1961. "1st Phoenix edition".
- P64. The Rites of Passage – Arnold van Gennep.
- P65. ______
- P66. Puritanism in Old and New England – Alan Simpson.
- P67. Philosophy of Democratic Government – Yves R. Simon. 1951; 1961.
- P68. Elizabethan and Metaphysical Imagery: Renaissance Poetic and 20th Century Critics – Rosemond Tuve.
- P69. Medieval Islam – Gustave E. von Grunebaum.
- P70. Dissolution of the Habsburg Monarchy – Oscar Jaszi [Oszkar Jaszi]. 1929; 1966.

- N71. The Hobo: The Sociology of the Homeless Man – Nels Anderson. 1961 (First published 1923.)
- P72. The Poetry of Dylan Thomas – Elder Olson. 1961.
- P73. Pontiac and the Indian Uprising – Howard H. Peckham.
- P74. My Sad Captains and Other Poems – Thom Gunn.
- P75. The Looking Glass – Isabella Gardner.
- P76. Three Plays of Racine: Phaedra, Andromache, Britannicus – George Dillon, tr.
- P77. What Happens in Literature – Edward W. Rosenheim, Jr.
- P78. Learning to Look: A Handbook for the Visual Arts – Joshua C. Taylor.
- P79. Learning to Listen – Grosvenor Cooper.
- P80. The Colonial Craftsman – Carl Bridenbaugh.
- P81. Experience and Prediction – Hans Reichenbach.
- P82. American Life: Dream and Reality – W. Lloyd Warner.
- P83. A Reference Guide to English Studies – Donald F. Bond.
- P84. Introduction to Legal Reasoning – Edward H. Levi.
- P85. Continuity and Change in African Cultures – William R. Bascom and Melville J. Herskovits.
- P86. Chan Kom: A Maya Village – Robert Redfield and Alfonso Villa Rojas.
- P87. A Village that Chose Progress: Chan Kom Revisited – Robert Redfield. 1950; 1962.
- P88. Method and Theory in American Archaeology – John R. Willey and Philip Phillips. 1958.
- P89. In Praise of Adam – Reuel Denny.
- P90. Sons of the Shaking Earth – Eric R. Wolf.

- P91. The Structure of Literature – Paul Goodman.
- P92. Sociology of Religion – Joachim Wach.
- P93. Mallarmé – Wallace Fowlie. 1962.
- P94. The Future of Public Education – Myron Lieberman.
- P95. A Short History of Christianity – Archibald G. Baker. 1940; 1962.
- P96. Managerial Psychology – Harold J. Leavitt.
- P97. Lord Acton: A Study in Conscience and Politics – Gertrude Himmelfarb. 1962.
- P98. Good Books for Children: A Selection of Outstanding Children’s Books Published 1950–65 – Mary K. Eakin. 1966.
- P99. Billy Budd, Sailor – Herman Melville. Edited by Harrison Hayfor and Merton M. Sealts, Jr.
- P100. Landmarks in Political Economy (vol. I) – Earl J. Hamilton, Albert Rees, and Harry G. Johnson.
- P101. Landmarks in Political Economy (vol. II) – Earl J. Hamilton, Albert Rees, and Harry G. Johnson.
- P102. ____
- P103. ____
- P104. ____
- P105. Anthropology Today: Selections – Sol Tax. 1962.
- P106. Perspectives in Linguistics – John T. Waterman. 1963.
- P107. The Next Room of the Dream – Howard Nemerov.
- P108. St. Denis: A French-Canadian Parish – Horace Miner.
- P109. A Study of Writing – Ignace J. Gelb. 1963; 1965.
- P110. The Pragmatic Philosophy of C. S. Peirce – Manley Thompson. 1953; 1963.

- P111. Capitalism and Freedom – Milton Friedman.
- P112. The Political Philosophy of Hobbes: Its Basis and Its Genesis – Leo Strauss.
- P113. The Growth of Constitutional Power in the United States – Carl Brent Swisher.
- P114. A Commentary on Kant's Critique of Practical Reason – Lewis White Beck. 1963; 1966.
- P115. A Preface to Democratic Theory – Robert A. Dahl.
- P116. The Political Community: A Study of Anomie – Sebastian de Grazia. 1948; 1966.
- P117. Dynamics of Groups at Work – Herbert A. Thelen.
- P118. The Rhythmic Structure of Music – Grosvenor Cooper; Leonard B. Meyer; Hans Moldenhauer. 1960; 1966.
- P119. Essays in Linguistics – Joseph H. Greenberg.
- P120. Capitalism and the Historians: Essays by T. S. Ashton [and others] – F. A. Hayek. 1963.

- P121. Sovereignity: An Inquiry into the Political Good – Bertrand de Jouvenel.
- P122. On the History and Method of Economics: Selected Essays – Frank H. Knight. 1963.
- P123. Beginnings of American English: Essays and Comments – Mitford McLeod Mathews.
- P124. Childhood in Contemporary Cultures – Margaret Mead; Martha Wolfenstein. 1955; 1963.
- P125. When Egypt Ruled the East – George Steindorff and Keith C. Seele.
- P126. For Future Doctors – Alan Gregg.
- P127. Shakespeare's Prose – Milton Crane. 1963.
- P128. The Study of Man – Michael Polanyi.
- P129. A Manual of Intergroup Relations – John P. Dean and Alex Rosen.
- P130. The Uneasy Case for Progressive Taxation – Walter J. Blum and Harry Kalven, Jr.

- P131. The Prayers of Kierkegaard – Søren Kierkegaard; Perry D. LeFevre. 1956; 1963.
- P132. The Long Encounter: Self and Experience in the Writings of Herman Melville – Merlin Bowen.
- P133. The Babylonian Genesis – Alexander Heidel.
- P134. Student's Guide for Writing College Papers – Kate L. Turabian.
- P135. The Philosophy of Law in Historical Perspective – Carl Joachim Friedrich.
- P136. The Gilgamesh Epic and Old Testament Parallels – Alexander Heidel. 1949; 1963.
- P137. The Wall between Church and State – Dallin H. Oaks, ed.
- P138. The Gang: A Study of 1,313 Gangs in Chicago (Abridged) – Frederic M. Thrasher.
- P139. French Canada in Transition – Everett C. Hughes. 1943; 1963.
- P140. The English Common Reader: A Social History of the Mass Reading Public, 1800–1900 – Richard D. Altick. 1957; 1963.

- P141. The Ten Commandments – Solomon Goldman. 1956; 1963.
- P142. Philosophers Speak of God – Charles Hartshorne; William L. Reese. 1953; 1963.
- P143. The Future of Mankind – Karl Jaspers.
- P144. We the People: The Economic Origins of the Constitution – Forrest McDonald.
- P145. New & Selected Poems – Howard Nemerov. 1963.
- P146. Collected Poems – Elder Olson. 1963.
- P147. Venice: Immortal Village – Donald Culross Peattie.
- P148. Life of Petrarch – Ernest Hatch Wilkins. 1961; 1963.
- P149. Education and the Cult of Efficiency: A Study of the Social Forces that have Shaped the Administration of the Public Schools – Raymond E. Callahan.
- P150. And the War Came: The North and the Secession Crisis, 1860–61 – Kenneth M. Stampp. 1964.

- P151. The University of Utopia – Robert Maynard Hutchins. 1953; 1972.
- P152. Mr. Justice – Allison Dunham and Philip B. Kurland.
- P153. Andrew Johnson and Reconstruction – Eric L. McKitrick. 1964.
- P154. Biblical Religion and the Search for Ultimate Reality – Paul Tillich. 1964.
- P155. Science, Faith and Society – Michael Polanyi. 1946; 1964; 1970.
- P156-P157. Feudal Society (Vols. I, II) – Marc Bloch. 1961; 1964.
- P158. The Intellectual Hero: Studies in the French Novel, 1880–1955 – Victor Brombert.
- P159. The Structure of Scientific Revolutions – Thomas S. Kuhn.
- P160. Ideals and Self-Interest in America's Foreign Relations – Robert Endicott.

- P161. The Urban Frontier: Pioneer Life in Early Pittsburgh, Cincinnati, Lexington, Louisville and St. Louis – Richard C. Wade. 1964.
- P162. The Mormons – Thomas F. O’Dea. 1957; 1964.
- P163. Aristocracy and the Middle Classes in Germany: Social Types in German Literature, 1830–1900 – Ernest Kohn Bramsted; G P Gooch. 1967.
- P164. _____
- P165. The Pullman Strike: The Story of a Unique Experiment and of a Great Labor Upheaval – Almont Lindsey. 1964.
- P166. Past and Future – William H. McNeill.
- P167. Ibn Khaldun's Philosophy of History – Muhsin Mahdi.
- P168. Marxism: An Autopsy – Henry Bamford Parkes. 1964.
- P169. The Panchatantra. Translated from the Sanskrit by Arthur W. Ryder. 1956; 1967.
- P170. George Herbert Mead on Social Psychology – Anselm Strauss, ed.

- P171. William F. Ogburn on Culture and Social Change – Otis Dudley Duncan, ed.
- P172. Louis Wirth on Cities and Social Life: Selected Papers – Albert J. Reiss, Jr. 1964.
- P173. Suye Mura, a Japanese Village – John F. Embree. 1964.
- P174. The Military in the Political Development of New Nations – Morris Janowitz.
- P175. Researches into the Early History of Mankind and the Development of Civilization – Edward B. Taylor.
- P176. The Ghost-Dance Religion and the Sioux Outbreak of 1890 – James Mooney. 1965.
- P177. _____
- P178. Language Change and Linguistic Reconstruction – Henry M. Hoenigswald.
- P179. North of Slavery: The Negro in the Free States – Leon F. Litwack. 1965.
- P180. The Novel and the Modern World – David Daiches. 1965.

- P181. Thomas Jefferson – Karl Lehmann.
- P182. Standards of American Legislation – Ernst Freund. 1965.
- P183. Mental Disorders in Urban Areas – Robert E. L. Faris and H. Warren Dunham.
- P184. What Plato said (abridged edition) – Paul Shorey. 1965.
- P185. A Study of War – Quincy Wright.
- P186. From the Renaissance to Romanticism: Trends in Style in Art, Literature, and Music, 1300–1830 – Frederick B. Artz. 1962; 1967.
- P187. _____
- P188. Fiction of the Forties – Chester E. Eisenger.
- P189. Scientific Man vs. Power Politics – Hans Morgenthau. 1965.
- P190. Political Power and the Government Process – Karl Loewenstein. 1965.

- P191. The Russian Language Today: System and Anomaly – Dennis Ward. 1965.
- P192. -----
- P193. Religion and Freedom in the Modern World – Herbert J. Muller. 1965.
- P194. Tudor Puritanism: A Chapter in the History of Idealism – M. M. Knappen. 1939; 1965.
- P195. Natural Right and History – Leo Strauss. 1965.
- P196. Congress and the Court – Walter F. Murphy.
- P197. Bantu Bureaucracy: A Century of Political Evolution among the Basoga of Uganda – Lloyd A. Fallers.
- P198. The Hellenic Age – Emile Brehier. 1965.
- P199. _____
- P200. Poems and A Defence of Ryme – Samuel Daniel; Arthur Colby Sprague. 1965.

- P201. Greek Political Theory: The Image of Man in Thucydides and Plato – David Grene. 1950; 1967.
- P202. The Panic of 1837 – Reginald C. McGrane.
- P203. The Supreme Court and the Constitution: Essays in Constitutional Law from the Supreme Court Review – Philip B. Kurland, ed. 1965.
- P204. Deep South: A Social Anthropological Study of Caste and Class – Allison Davis and Burleigh and Mary Gardner. 1965.
- P205. The Negro Family in the United States – E. Franklin Frazier. 1966.
- P206. _____
- P207. The Communism of Mao Tse-tung – Arthur A. Cohen. 1964; 1966.
- P208. _____
- P209. The Year of the Gorilla – George B. Schaller. 1964; 1966.
- P210. The Coming of the Civil War – Avery Craven.

- P211. Houses and House-Life of the American Aborigines – Lewis H. Morgan.
- P212. The Art of Chinese Poetry – James J. Y. Liu.
- P213. The Tragic Vision: Variations on a Theme in Literary Interpretation – Murray Krieger.
- P214. Shadow of the Plantation – Charles S. Johnson.
- P215. Desert Saints: The Mormon Frontier in Utah – Nels Anderson. "With plates, including portraits, maps and a bibliography."
- P216. Mussolini – Laura Fermi. 1961; 1966.
- P217. _____
- P218. The Leopard's Spots – William Stanton.
- P219. Casework with Families and Children – Eileen Louise Younghusband, Dame. 1965; 1966.
- P220. A History of Early Christian Literature – Edgar J. Goodspeed; Robert M Grant. 1942; 1966.

- P221. Virgil's "Georgics" – Smith Palmer Bovie, tr.
- P222. They Thought They Were Free: The Germans in 1933–45 – Milton Mayer. 1966.
- P223. The Amateur Democrat: Club Politics in Three Cities – James Q. Wilson.
- P224. A Critical Guide to Leaves of Grass – James E. Miller.
- P225. The Edicts of Asoka – N. A. Nikam and Richard McKeon, eds.
- P226. An Introduction to the History of Sociology (Abridged) – Harry Elmer Barnes, ed.
- P227. History of the Primates – W. E. LeGros Clark.
- P228. Systematic Politics – Charles E. Merriam.
- P229. Americanisms: A Dictionary of Selected Americanisms on Historical Principles – Mitford McLeod Mathews.
- P230. Elements of General Linguistics – Andre Martinet; Leonard Robert Palmer; Elisabeth Palmer. 1966.

- P231. Essays in Positive Economics – Milton Friedman. 1966.
- P232. The New Science of Politics – Eric Voegelin.
- P233. The Mind of Africa – William E. Abraham.
- P234. The Senecan Amble: A Study in Prose From from Bacon to Collier – George Williamson. 1951; 1966.
- P235. The History of the United States from the Discovery of the Continent – George Bancroft.
- P236. Abraham Lincoln: A History – John C. Nicolay and John Hay.
- P237. The History of the Conquest of Mexico – William H. Prescott.
- P238. History of the United States from the Compromise of 1850 – James Ford Rhodes.
- P239. The Works of the Mind – Mortimer Jerome Adler; Robert B, Heywood; University of Chicago. Committee on Social Thought – 1966.
- P240. The Negro and the First Amendment – Harry Kalven, Jr. 1965; 1966.

- P241. The Jack-Roller: A Delinquent Boy's Own Story – Clifford R. Shaw. With a new introduction by Howard S. Becker.
- P242. W. I. Thomas on Social Organization and Social Personality – Morris Janowitz, ed.
- P243. _____
- P244. Voting: A Study of Opinion Formation in a Presidential Campaign – Bernard R. Berelson.
- P245. Negro Politicians: The Rise of Negro Politics in Chicago – Harold F. Gosnell.
- P246. _____
- P247. _____
- P248. Louis Agassiz: A Life in Science – Edward Lurie. 1960; 1966.
- P249. The Philosophy of Francis Bacon: An Essay on its Development from 1603 to 1609 – Benjamin Farrington; Francis Bacon. 1963.
- P250. Windy McPherson's Son – Sherwood Anderson.

- P251. _____
- P252. _____
- P253. Urban Sociology – Ernest W. Burgess and Donald J. Bogue, eds.
- P254. Theory and Practice in American Politics – William H. Nelson, ed.
- P255. Essays in the Liberal Interpretation of History – Lord Acton.
- P256. The German Revolutions – Friedrich Engels.
- P257. History of the French Revolution – Jules Michelet.
- P258. Melville Weston Fuller – Willard L. King.
- P259. The Unpublished Opinions of Mr. Justice Brandeis: The Supreme Court at Work – Alexander M. Bickel. 1967.
- P260. John Marshall – James Bradley Thayer.

- P261. The Growth of American Constitutional Law – Benjamin F. Wright.
- P262. Machine Age Maya – Manning Nash.
- P263. The Community Press in an Urban Setting – Morris Janowitz.
- P264. Jean Paul Marat – Louis R. Gottschalk.
- P265. A Short Commentary on Kants Critique of Pure Reason – A. C. Ewing. 1967.
- P266. A Portrait of Aristotle – Marjorie Glicksman Grene. 1967.
- P267. The Rhetoric of Fiction – Wayne C. Booth. 1975.
- P268. ____
- P269. Studies in Chinese Thought – Arthur F. Wright, ed.
- P270. Chinese Thought and Institutions – John K. Fairbanks, ed.

- P271. Alienation and Freedom – Robert Blauner.
- P272. Mind, Self, and Society – George H. Mead.
- P273. Primitive Classification – Émile Durkheim and Marcel Mauss.
- P274. The Scottish Moralists on Human Nature and Society – Louis Schneider, ed.
- P275. Robert E. Park on Social Control and Collective Behavior – Ralph H. Turner, ed.
- P276. History of the United States during the Administrations of Jefferson and Madison – Henry Adams.
- P277. A History of American Literature, 1607–1783 – Moses Coit Tyler.
- P278. ____
- P279. The Economics of Trade Unions – Albert Rees. 1967.
- P280. The Bureaucratic Phenomenon – Michel Crozier. 1969.

- P281. The Politics of Modernization – David E. Apter. 1967.
- P282. On the City: Physical Pattern and Social Structure: Selected Writings – Charles Booth; Harold W Pfautz. 1967.
- P283. An Historian and the Civil War – Avery Craven. 1967.
- P284. The Politics of Oil: A Study of Private Power and Democratic Directions – Robert Engler. 1967; 1969.
- P285. America's Failure in China, 1941–50 – Tang Tsou; Rogers D. Spotswood Collection. 1963; 1967.
- P286. America's Failure in China, 1941–50 – Tang Tsou; Rogers D. Spotswood Collection. 1963; 1967.
- P287. Rimbaud – Wallace Fowlie. 1965; 1967.
- P288. _____
- P289. The Authoress of the Odyssey, Where and When She Wrote, Who She Was, the Use She Made of the Iliad, & How the Poem Grew under Her Hands – Samuel Butler. With a new introduction by David Grene. 1967.
- P290. ____

- P291. Urban Blues – Charles Keil.
- P292. Apostles of the Self-Made Man – John G Cawelti. 1968.
- P293. [sic] China in the Eyes of Europe: The Sixteenth Century – Donald F. Lach. 1968.
- P293. [sic] India in the Eyes of Europe: The Sixteenth Century – Donald F. Lach. 1968.
- P294. Southeast Asia in the Eyes of Europe: The Sixteenth Century – Donald Frederick Lach. 1968.
- P295. _____
- P296. [sic] China in the Eyes of Europe: The Sixteenth Century – Donald F. Lach. 1968.
- P297. ______
- P298. Newtonian Studies – Alexander Koyre. 1968.
- P299. Education and the Idea of Mankind – Robert Ulich; Council for the Study of Mankind. 1968.
- P300. The University of Chicago Spanish Dictionary: A New Concise Spanish-English and English-Spanish Dictionary of Words and Phrases Basic to the Written and Spoken Languages of Today, Plus a List of 1000 Spanish Idioms and Sayings with Variants and English Equivalents – Carlos Castillo; Otto F. Bond; Barbara M. García; D. Lincoln Canfield. 1977.